# Jim Profit – Ein Mann geht über Leichen
Jim Profit – Ein Mann geht über Leichen (kurz: Jim Profit, Originaltitel: Profit) ist eine US-amerikanische Fernsehserie, die für den Fernsehsender Fox produziert wurde. Es wurde lediglich eine Staffel mit acht Episoden gedreht, wovon bei Fox nur die ersten vier zur Ausstrahlung kamen. In Deutschland war die Serie im Jahre 1997 auf Sat.1 zu sehen.
Rückblickend betrachtet war die Serie ihrer Zeit voraus. Jahre später konnten vergleichbare Reihen wie Breaking Bad, Die Sopranos, The Shield – Gesetz der Gewalt und Dexter mit großem Publikumserfolg nachweisen, dass es durchaus einen Markt für anspruchsvolle Dramen-Serien mit verschlagenen, gerissenen Protagonisten gibt.

## Handlung
In der Serie wird die Geschichte von Jim Profit erzählt, einem tadellos gekleideten Soziopathen mit einer Stimme wie Schmirgelpapier, der mit rücksichtslosen Methoden die Karriereleiter im Unternehmen Gracen & Gracen Sprosse für Sprosse emporsteigt. In den Folgen der Serie begleitet der Zuschauer Jim Profit dabei, wie er hinterhältig und skrupellos einen Rivalen nach dem anderen aus dem Weg räumt. Dabei macht der Protagonist auch vor Bestechung, Erpressung, Inzest, Entführung, Identitätsdiebstahl und Mord nicht Halt.

## Figuren
Jim Profit
Jim Profit ist die Hauptfigur der Serie. Er wurde geboren als James „Jimmy“ Stakowski und durchlebte eine sehr belastende und traumatisierende Kindheit. So musste er als Kind auf Befehl seines physisch und psychisch gewalttätigen Vaters in einem Versandkarton der Firma Gracen & Gracen hausen, aus dem er über ein Guckloch Fernsehen schauen konnte. Profit rächt sich später an seinem Vater und verbrennt ihn an das Bett gekettet bei lebendigem Leibe. Geprägt von dieser Erziehung entwickelt Profit einen Hass auf das Fernsehen. Außerdem sieht er G & G als seine ideale Familie an, was dazu führt, dass er auch als erwachsener Mann weiterhin in einem Versandkarton des Unternehmens schläft. Es gelingt ihm, in dem Unternehmen Arbeit zu finden. Er ist zunächst in der Wirtschaftsprüfung tätig, bevor er zum Junior Vice President Acquisitions aufsteigt; sein erklärtes Ziel ist es, alleiniger Leiter der Abteilung zu werden.

## Episodenliste
| Nr. (ges.) | Nr. (St.) | Deutscher Titel       | Originaltitel | Erstausstrahlung USA | Deutschsprachige Erstausstrahlung (D) | Regie           | Drehbuch                                          |
| ---------- | --------- | --------------------- | ------------- | -------------------- | ------------------------------------- | --------------- | ------------------------------------------------- |
| 1          | 1         | Das Spiel beginnt     | Pilot         | 8. Apr. 1996         | 25. Feb. 1997                         | Robert Iscove   | John McNamara & David Greenwalt                   |
| 2          | 2         | Im Schoße der Familie | Hero          | 15. Apr. 1996        | 4. März 1997                          | Robert Iscove   | David Greenwalt                                   |
| 3          | 3         | Unannehmlichkeiten    | Sykes         | 22. Apr. 1996        | 22. Juli 1997                         | Jim Charleston  | David Greenwalt                                   |
| 4          | 4         | Die reine Wahrheit    | Healing       | 29. Apr. 1996        | 23. Juli 1998                         | Robert Iscove   | John McNamara                                     |
| 5          | 5         | Wahre Liebe           | Cupid         | 21. Okt. 1997        | 24. Juli 1998                         | Scott Paulin    | John McNamara, David Greenwalt & John Shirley     |
| 6          | 6         | High Tech             | Chinese Box   | 28. Okt. 1997        | 24. Juli 1998                         | David Greenwalt | John McNamara, David Greenwalt & W.K. Scott Meyer |
| 7          | 7         | Verwandte Seelen      | Security      | 4. Nov. 1997         | 28. Juli 1998                         | Michael Engler  | John McNamara & David Greenwalt                   |
| 8          | 8         | Vergebung             | Forgiveness   | 11. Nov. 1997        | 29. Juli 1998                         | Robert Iscove   | John McNamara & David Greenwalt                   |

## Hintergrund
Konzipiert wurde die Serie von David Greenwalt und John McNamara. Sie deuten ihr Werk als eine moderne Umsetzung von Shakespeares Richard III.
Obwohl die Serie von den Kritikern gefeiert wurde, stellte Fox sie nach nur vier ausgestrahlten Episoden aufgrund niedriger Zuschauerzahlen ein. Es wurden lediglich acht Episoden (davon sieben Episoden mit der in den USA üblichen Länge von 45 Minuten, dazu ein zweistündiger Pilotfilm) produziert. Die Episoden fünf bis acht wurden auf Fox erst im Folgejahr gezeigt. In einigen europäischen Ländern war die Serie hingegen direkt vollständig zu sehen, wobei sie vor allem in Frankreich gut aufgenommen wurde.